# Leptophobia
Leptophobia is een geslacht in de orde van de Lepidoptera (vlinders) familie van de Pieridae (Witjes).
Leptophobia werd in 1870 beschreven door Butler.

## Soorten
Leptophobia omvat de volgende soorten:
- L. aripa (Boisduval, 1836)
- L. caesia (Lucas, 1852)
- L. cinerea (Hewitson, 1867)
- L. cinnia Fruhstorfer, 1908
- L. diaguita Jörgensen, 1916
- L. eleone (Doubleday, 1847)
- L. eleusis (Lucas, 1852)
- L. erinna (Hopffer, 1874)
- L. eucosma (Erschoff, 1875)
- L. euthemia (Felder, 1861)
- L. flava Krüger
- L. forsteri Baumann & Reissinger, 1969
- L. gonzaga Fruhstorfer, 1908
- L. helena (Lucas, 1852)
- L. itaticayae Foetterle, 1903
- L. micaia Lamas, Pyrcz & Rodríguez, 2004
- L. nephthis (Hopffer, 1874)
- L. olympia (C. & R. Felder, 1861)
- L. penthica (Kollar, 1850)
- L. philoma (Hewitson, 1870)
- L. pinara (C. & R. Felder, 1865)
- L. smithi Kirby, 1881
- L. subargentea Butler, 1898
- L. tovaria (C. & R. Felder, 1861)